# IWeb
iWeb var et program til at lave hjemmesider i. Det fulgte med alle nye Apple computere. iWeb blev udgivet til Macworld den 10. januar 2006. Programmet har været en del af Apples programpakke iLife siden version ’06. Den sidste version af iWeb var 3.0.2 der var en del af iLife ’11. Apple stoppede med udviklingen i 2011.
Med iWeb kunne man lave hjemmesider, blog, podcast og kan publicere dem via Apples MobileMe eller på andre servere. MobileMe blev stoppet den 30. juni 2012 og dermed forsvandt alle iWeb hjemme sider som ikke blev hosted andre steder end på mobileMe.

## Overblik
iWeb er et brugervenligt værktøj til at lave hjemmesider i. Brugeren skal ikke have viden om HTML eller lignende web-programmeringssprog.
Programmet indeholder:
- Skabeloner designet af Apple.
- Nemme værktøjer til webdesign.
- En iLife media browser, til at hente musik, film eller billeder fra iTunes og iPhoto.
- Drag 'n' drop understøttelse til media filer.
- Oprettelse af blog og podcast.
- Et-kliks publicering til en MobileMe-konto og FTP server.
- Understøttelse af html-brudstykker (fra ’08 og nyere)
- Direkte understøttelse af YouTube videoer (fra ’08 og nyere)

## Eksterne links
- Apple – iLife

| Software | Spire Denne artikel om software og programmering er en spire som bør udbygges. Du er velkommen til at hjælpe Wikipedia ved at udvide den. |